# والتر لینبر
والتر لینبر (انگلیسی: Walter Leinweber; ۱۸ آوریل ۱۹۰۷ – ۲ مارس ۱۹۹۷) بازیکن هاکی روی یخ اهل آلمان بود.